# Abot-Kamay na Pangarap
Abot-Kamay na Pangarap ist eine philippinische Fernsehserie, die seit dem 5. September 2022 auf GMA Network ausgestrahlt wird.

## Handlung
Die Serie erzählt die Lebensgeschichte einer Analphabetin namens Lyneth und ihrer intelligenten Tochter Analyn, der jüngsten Neurochirurgin der Philippinen.

## Besetzung
- Carmina Villarroel als Lyneth Santos-Tanyag[2]
- Jillian Ward als Analyn Santos Tanyag[3]

### Nebendarsteller
- Richard Yap als Robert Jose „RJ“ Obeng Tanyag
- Dominic Ochoa as Michael Lobrin[4]
- Pinky Amador als Moira Barretto
- Andre Paras als Luke Antonio
- Wilma Doesnt als Josaline „Josa“ Enriquez-Valencia
- Kazel Kinouchi als Zoey Barretto Benitez
- Jeff Moses als Reagan Tibayan
- Dexter Doria als Susana „Susan“ Burgos
- Chuckie Dreyfus als Raymund „Ray“ Meneses
- Ariel Villasanta als Cromwell „Croms“ Valencia

### Wiederkehrende Besetzung
- Denise Barbacena als Eulalia „Eula“ Sarmiento
- Patricia Coma als Grace Villar
- Alexandra Mendez als Jhoanne Lery H. Dizon
- John Vic De Guzman als Kenneth „Ken“ Prado
- Che Ramos-Cosio als Katherine „Katie“ Enriquez
- Eunice Lagusad als Karen Elise G. Caudal
- Alchris Galura als Evan Andrew L. Nicolas
- Anya Gonzalez Almario als Joyce „Joy“ Cruz
- Leo Martinez als Joselito „Pepe“ Tanyag
- Dianne dela Fuente als Patricia Menor
- Allen Dizon als Carlos Benitez
- Dina Bonnevie als Giselle Marie Tanyag
- Ken Chan als Lyndon Javier
- Prince Clemente als Neskrist „Krist“ Ilustre
- Chanel Latorre als Luningning „Ning“ Sandoval
- Sam Pinto als Denise Evangelista